# Rohizka, Cecelnîk
Rohizka (în ucraineană Рогізка) este localitatea de reședință a comunei Rohizka din raionul Cecelnîk, regiunea Vinnița, Ucraina.

## Demografie
Componența lingvistică a localității Rohizka
     Ucraineană (99,06%)
     Alte limbi (0,85%)
Conform recensământului din 2001, majoritatea populației localității Rohizka era vorbitoare de ucraineană (99,06%), existând în minoritate și vorbitori de alte limbi.